# 10 років незалежності України (золота монета)
«10 ро́ків незале́жності Украї́ни» — золота ювілейна монета Національного банку України номіналом 10 гривень. Присвячена 10-й річниці прийняття Верховною Радою України 24 серпня 1991 року Акта про незалежність України.
Монету введено в обіг 20 серпня 2001 року. Вона належить до серії «Відродження української державності».

## Опис монети та характеристики
| Номінал грн. | Метал            | Маса, г     | Діаметр, мм | Якість виготовлення | Гурт    | Тираж, штук |
| ------------ | ---------------- | ----------- | ----------- | ------------------- | ------- | ----------- |
| 10           | золото 900 проби | 3,88 / 4,31 | 16,0        | пруф                | гладкий | 3 000       |

### Аверс
На аверсі монети в намистовому колі зображено увінчану вінцем композицію, що втілює ідею соборності України: малий Державний Герб України в оточенні рослинного орнаменту підтримують лев та козак з мушкетом і кругові написи: «УКРАЇНА», «10 ГРИВЕНЬ 2001», позначення металу та його проби — Au 900, вага в чистоті — 3,88. А також логотип Монетного двору Національного банку України.

### Реверс

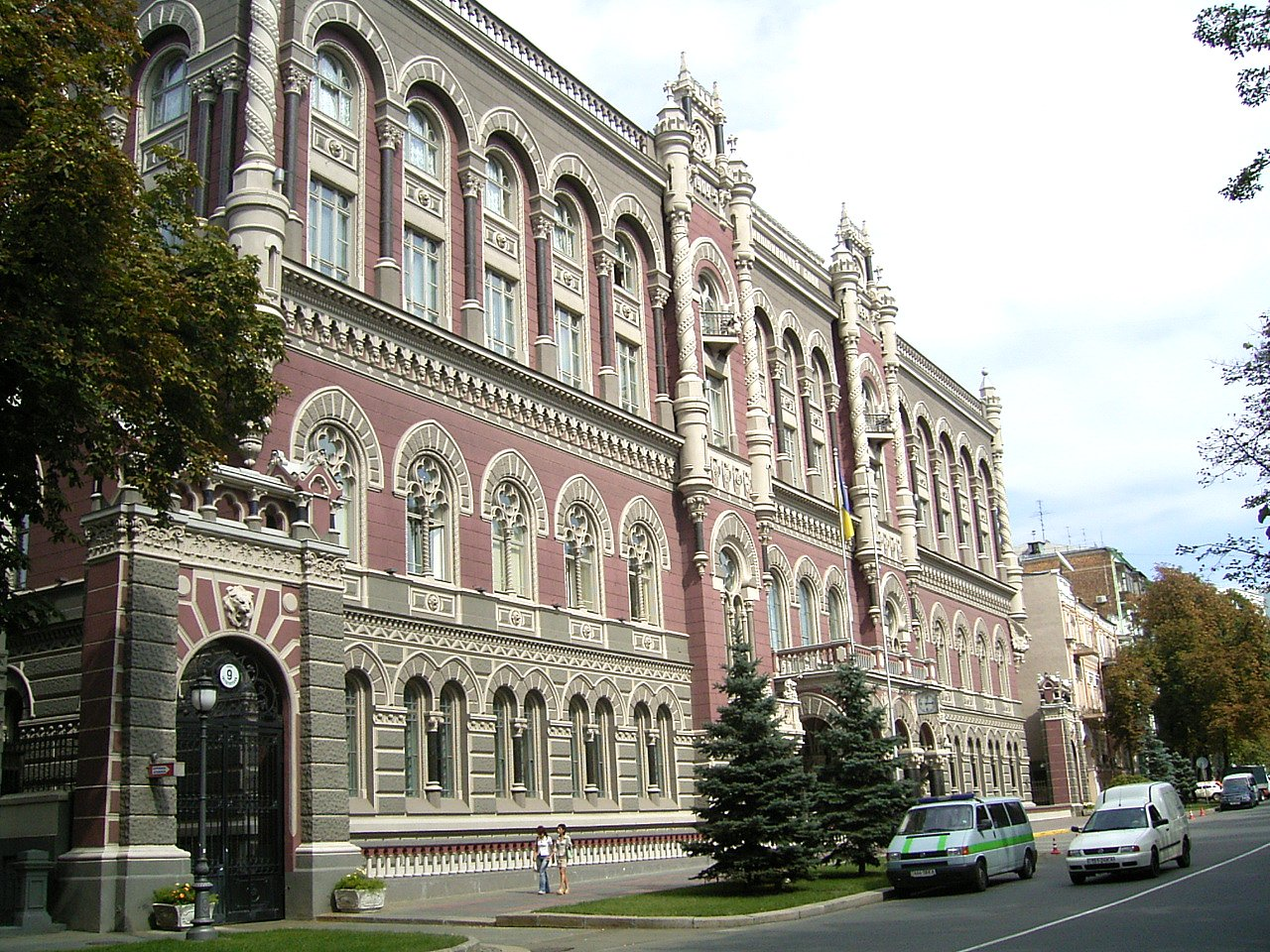
Будівля Національного банку України

На реверсі монети в намистовому колі на тлі карти України зображено будівлю Верховної Ради України та кругові написи: «10 РОКІВ НЕЗАЛЕЖНОСТІ УКРАЇНИ», «1991», «2001».

## Автори
- Художник — Івахненко Олександр.
- Скульптор — Дем'яненко Володимир.

## Вартість монети
Ціна монети — 2 106 гривень, була вказана на сайті Національного банку України у 2011 році.
Фактична приблизна вартість монети з роками змінювалася так:
| Рік        | 2010  | 2011  | 2012  | 2013  | 2014  | 2015  | 2016  | 2017  | 2018  | 2019  | 2020  | 2021  | 2022   | 2023   | 2024   | 2025   |
| ---------- | ----- | ----- | ----- | ----- | ----- | ----- | ----- | ----- | ----- | ----- | ----- | ----- | ------ | ------ | ------ | ------ |
| Ціна, грн. | 5 000 | 5 000 | 5 000 | 5 800 | 6 000 | 8 400 | 9 000 | 8 900 | 7 500 | 8 900 | 8 900 | 8 100 | 12 000 | 17 800 | 28 000 | 40 000 |